# Kruh přátel muzea Varnsdorf

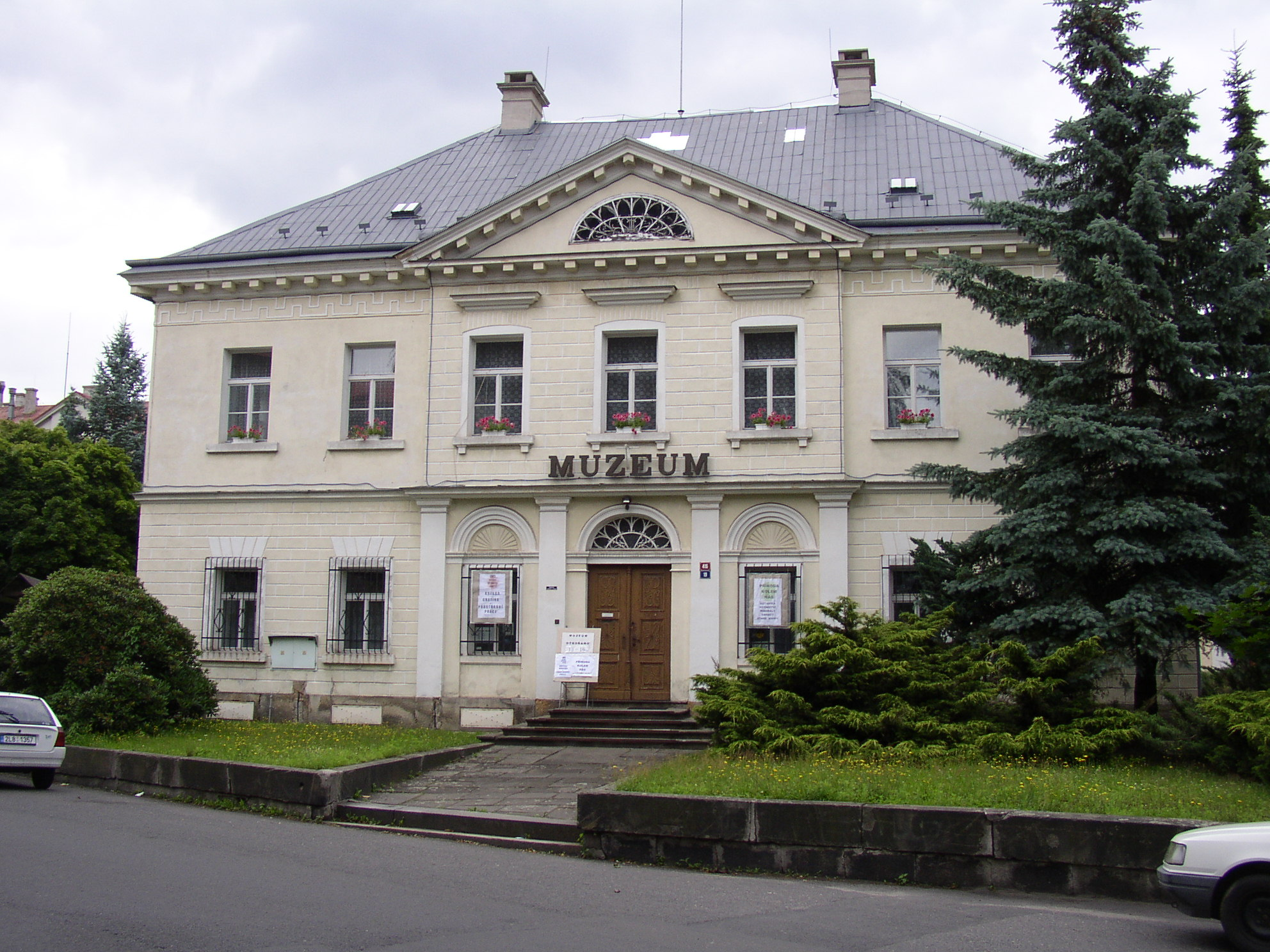
Budova muzea ve Varnsdorfu

Kruh přátel muzea Varnsdorf (KPMV) je spolek zaměřující se na regionální vlastivědu a další zájmovou činnost.
Jeho sídlem je Městské muzeum ve Varnsdorfu (pobočka Oblastního muzea v Děčíně).

## Historie
Kruh byl založen v roce 1996 dvaceti zakládajícími členy, aby po zániku závodních klubů měli jejich bývalí členové možnost pokračovat ve své činnosti. Na první valné hromadě 27. března 1996 byly schváleny stanovy spolku a 15. dubna zaregistrovalo spolek ministerstvo vnitra. V roce založení začaly pracovat první čtyři zájmové kluby, zabývající se historií, výtvarným uměním, fotografií a mineralogií. V dalších letech vznikaly další kluby, některé z nich později zanikly.[zdroj?]

## Současnost
V rámci spolku působí osm klubů: klub historiků a historických staveb; klub přátel výtvarného umění; klub fotografů; minerálklub; klub sběratelů; FASCIKL - fantasy a sci-fi klub; šachový klub; přírodovědný klub. Počet členů spolku se pohybuje kolem dvou set. Kvůli stavu budovy muzea, které v roce 2007 prochází rekonstrukcí, probíhají větší akce často v jiných objektech ve městě.

## Organizace spolku
Hlavou spolku je starosta. Kromě něj jsou členy výboru jednatel, hospodář, vedoucí jednotlivých klubů a kronikář. Členy výboru jmenuje valná hromada, svolávaná každoročně. Členové spolku mohou a nemusí být zapojeni do některého ze zájmových klubů. Stanovy umožňují čestné členství (dosud uděleno 14 lidem).[zdroj?]

## Aktivity
- Přednášky, výstavy, exkurze, zájezdy apod. – zpravidla v úzké součinnosti s varnsdorfským muzeem, popř. dalšími organizacemi.
- Umělecké soutěže: Fotorok (každoroční soutěž pro fotografy, s celostátní působností)[5]; výtvarná soutěž pro děti a mládež (každoročně, s regionální působností).
- Péče o památky: spolek inicioval záchranu dřevěné zvoničky ve Vrchlického ulici a uspořádal finanční sbírku na nový zvon; zdokumentoval a zajistil opravy některých drobných sakrálních památek (křížků, božích muk) ve Varnsdorfu a blízkém okolí; podílí se na dokumentaci lidové architektury – podstávkových domů.
- Publikační činnost: každoročně sborník vlastivědných příspěvků (Ročenka KPMV, od r. 2004 s názvem Mandava); překlady vlastivědných děl přístupných dosud pouze v němčině – mj. dva díly tzv. Palmeho kroniky Varnsdorfu (1999, 2000), Ch. A. Pescheck: Čeští exulanti v Sasku (2001); H. Bergmann: Betlémy a betlemáři Šluknovského výběžku (2000); příprava publikace Varnsdorf ve starých fotografiích (2003).
- Další specifické aktivity jednotlivých klubů, např. umělecká tvorba (malířská, grafická a fotografická), výzkum a dokumentace podzemních prostor, pořádání terénních her, ochranářské aktivity.
- Účast na projektech Společnosti pro trvale udržitelný rozvoj Šluknovska – mj. Krajina podstávkových domů.[6] Tzv. podstávkové domy jsou typickou formou architektury v kraji.
- Udržuje přeshraniční kontakty s muzejními pracovníky a spolky v blízkých německých i polských obcích.[4]

## Dosavadní starostové KPMV
- Milan Šebek 1996-2003
- Jaroslava Štěpánková 2003 – dodnes[7]